# Conseillers généraux du Nord (2011-2015)
Les conseillers généraux du Nord sont au nombre de 41. Patrick Kanner en a été élu président le 30 mars 2011. Socialiste, il prend la présidence d'un conseil général présidé le PS depuis 1998. Le président est assisté de 15 vice-présidents.

## Vice-présidents

### 1ervice-président
Rémi Pauvros (PS) : il est élu pour la première fois en 2001 dans le canton de Maubeuge-Nord, succédant ainsi Jean-Yves Herbeuval (RPR). Il est également maire de Maubeuge depuis 2001. Il est vice-président chargé des Transports et des Infrastructures. Il est également Président de la communauté d'agglomération Maubeuge Val de Sambre (depuis avril 2008). Il est élu député en 2012 succédant ainsi à Christine Marin].  Il est battu aux élections municipales de 2014 par Arnaud Decagny.

### 2evice-président
Fabien Thiémé (PCF) : il est élu pour la première fois en 1998 dans le canton de Valenciennes-Nord, succédant ainsi à Stéphane Leman (RPR). Il est également maire de Marly depuis 2008 après avoir été conseiller municipal de la ville pendant une dizaine d'années. Il a été député de 1988 à 1993.
Il est vice-président chargé de l'Enfance, de la Famille et de la Jeunesse.

### 3evice-président
Martine Filleul (PS) : elle est élue pour la première fois en 2008 dans le canton de Lille-Centre, succédant ainsi à Alex Türk (UMP). Elle est vice-présidente de l'aménagement du territoire du développement économique et du développement rural.

### 4evice-président
Jean Schepman (PS) : il est élu pour la première fois en 1994 dans le canton d'Hondschoote, succédant ainsi à Claude Gosset (UDF). Il est vice-président de l'Eau, de l'environnement et du développement durable. 

### 5evice-président
Renaud Tardy (PS) : il est élu pour la première fois en 1998 dans le canton de Roubaix-Centre, succédant ainsi à Michel Ghysel(RPR). Il est vice-président des Personnes en situation de handicap. Il a été adjoint au maire de Roubaix jusqu'en 2014.

### 6evice-président
Bernard Baudoux (PCF) : il est élu pour la première fois en 2001 dans le canton de Berlaimont, succédant ainsi à Christian Decavel (DVD). Il est également maire d'Aulnoye-Aymeries depuis 1995. Il est vice-président des Collèges.

### 7evice-président
Delphine Bataille (PS) : elle est élue pour la première fois en 2004 dans le canton de Carnières, succédant ainsi à Jean-Marie Lemaire (DVD). Elle est vice-présidente des sports, de la vie associative et du tourisme. Elle a été Sénatrice de 2011 à 2017;

### 8evice-président
Bernard Haesebroeck (PS) : il est élu pour la première fois en 2004 dans le canton d'Armentières, succédant ainsi à Gérard Haesebroeck (PS). Il est également maire d'Armentières depuis 2008. Il est vice-président de la qualité du service public départemental et des finances.

### 9evice-président
Jean-Pierre Allossery (PS) : il est élu pour la première fois en 2004 dans le canton d'Hazebrouck-Nord, succédant ainsi à Jean-Pierre Laczny (RPR). Il est également maire d'Hazebrouck de 2008 à 2014.
Il est vice-président chargé de la culture.

### 10evice-président
Marie Fabre (PS) : elle est élue pour la première fois en 2008 dans le canton de Dunkerque-Ouest, succédant ainsi à Philippe Paresys (PS). Elle est vice-présidente des ressources humaines et du dialogue social.

### 11evice-président
Charles Beauchamps (PCF) : il est élu pour la première en 1992 dans le canton d'Arleux, succédant ainsi à Émile Beauchamp (PCF). Il est vice- président du logement et de l'habitat.
Il est président du groupe communiste au conseil général.

### 12evice-président
Roger Vicot (PS) : il est élu pour la première fois en 2008 dans le canton de Lomme, succédant ainsi à Denis Vinckier (MoDem). Il est vice-président de la solidarité et de la lutte contre l'exclusion.

### 13evice-président
Frédéric Marchand (PS) : il est élu pour la première fois en 2011 dans le canton de Lille-Est, succédant ainsi à Bernard Derosier (PS). Il est vice-président des relations internationales et des affaires européennes.

### 14evice-président
Jacques Marissiaux (PS) : il est élu pour la première fois en 2002 dans le canton d'Anzin, succédant ainsi à Cécile Gallez (UMP). Il est également maire de Bruay-sur-l'Escaut de 1988 à 2014, date à laquelle il est battu par Sylvia Duhamel.
Il est vice-président des personnes âgées.

### 15evice-président
Michel Lefebvre (PCF) : il est élu pour la première fois en 2008 dans le canton de Denain, succédant ainsi à Patrick Roy (PS). Il est également maire de Douchy-les-Mines depuis 2001.
Il est vice-président de la santé.

## Les conseillers généraux par groupe politique

### Groupe PS
- Jean-Jacques Anceau (apparenté PS) : il est élu pour la première fois en 2008 dans le canton d'Avesnes-sur-Helpe-Sud, succédant ainsi à Pierre Naveau (PS). Il est par ailleurs maire d'Étrœungt de 1995 à 2014.
- Michel Gilloen (PS) : il est élu pour la première fois en 2008 dans le canton de Bailleul-Sud-Ouest, succédant ainsi à Dominique Hallynck (UDF). Il est également maire de Bailleul de 2006 à 2014 [5], date à laquelle il est battu par Marc Deneuche.
- Joel Carbon (PS) : il est élu pour la première fois en 1998 dans le canton de Coudekerque-Branche, succédant ainsi à Emmanuel Dewees (RPR).
- Erick Charton (PS) : il est élu pour la première fois en 2004 dans le canton de Douai-Nord-Est, succédant ainsi à Aldebert Valette (PCF).
- Philippe Dronsart (PS) : il est élu pour la première fois en 2004 dans le canton de Maubeuge-Sud, succédant ainsi à Annick Mattighello (PCF). Il est également maire de Ferrière-la-Grande.
- Marc Godefroy (PS) : il est élu pour la première fois en 2004 dans le canton de Lille-Sud-Est, succédant ainsi à Michel Laignel (PS). Il est également maire de Lezennes depuis 2001.
- Vincent Lannoo (PS) : il est élu pour la première fois en 2010 dans le canton de Tourcoing-Nord-Est, succédant ainsi à Michel-François Delannoy(PS). Il a été adjoint  au maire de Tourcoing jusqu'en 2014.
- Alexandra Lechner (PS) : elle est élue pour la première fois en 2011 dans le canton de Lille-Nord-Est, succédant ainsi à Betty Gleizer (PS).
- Philippe Léty (PS) : il est élu pour la première fois en 2004 dans le canton de Solre-le-Château, succédant ainsi à Pierre Herbet (PS). Il est également maire Solre-le-Château depuis 2001.
- Didier Manier (PS) : il est élu pour la première fois en 1998 dans le canton de Villeneuve-d'Ascq-Nord, succédant ainsi à Gisèle Olleville-Snauwaert (PS). Il est président du groupe socialiste et apparentés au conseil général. À la suite de la démission de Patrick Kanner, il devient président du conseil général.
- Mehdi Massrour (PS) : il est élu pour la première fois en 2011 dans le canton de Roubaix-Est, succédant ainsi à Bernard Carton (PS).
- Roméo Ragazzo (PS) : il est élu pour la première fois en 1998 dans le canton de Grande-Synthe, succédant ainsi à Jean-Pierre Declercq (DVG). Il est également maire de Fort-Mardyck depuis 1989.
- Bertrand Ringot (PS) : il est élu pour la première fois en 2011 dans le canton de Gravelines, succédant ainsi à Jean-Claude Delalonde (PS). Il est également maire de Gravelines depuis 2001.
- Marie-Christine Staniec-Wavrant (PS) : elle est élue pour la première fois en 2004 dans le canton de Lille-Sud, succédant ainsi à Caroline Nio (PS).Il a été maire de Nieppe de 2001 à 2014.
- Michel Vandevoorde (PS) : il est élu pour la première fois en 1998 dans le canton de Bailleul-Nord-Est, succédant ainsi à Michel Grasset (UDF).
- Alain Faugaret (PS) : il est élu pour la première fois en 1971 jusqu'en 1982 puis depuis 1988, dans le canton de Roubaix-Nord, succédant à Jean Delvainquière (SFIO) puis à Jean Destaerke (PS).
- Jean-Luc Pérat (PS) : il est élu pour la première fois en 2001 dans le canton de Trélon, succédant à Marcel Dehoux (PS). Il est député de 2007 à 2012. Il est maire d'Anor depuis 2014[6] et président de la communauté de communes du Sud Avesnois.
- Georges Flamengt (PS) : il est élu pour la première fois en 2004, dans le canton de Solesmes, succédant à Pierre Carlier (PS). Il est également maire de Saint-Python depuis 2001. Il est président de la communauté de communes du Pays Solesmois depuis 2014.
- Laurent Coulon (PS) : il est élu pour la première fois en 2004 dans le canton du Cateau-Cambrésis, succédant à Roland Grimaldi (DVG).
- Alain Vanwaefelghem (PS) : il est élu pour la première fois en 2011, il succède à Danièle Thinon (PS).
- Daniel Rondelaere (PS) : il est élu pour la première fois en 1994, dans le canton d'Haubourdin, succédant ainsi à Bernard Davoine (PS). Il est maire de Loos de 1992 à 2014[7], date à laquelle il est battu par Anne Voituriez.
- Gérard Boussemart (PS) : il est élu pour la première fois en 2001, dans le canton de Seclin-Sud, succédant ainsi à Jean-Marie Coignion (PS). Il a été maire de Bauvin de 1977 à 2001.

### Groupe communiste
- Alain Bruneel (PCF) : il est élu pour la première fois en 2011 dans le canton de Douai-Sud, succédant ainsi à Laurent Houiller (PS). Il est également maire de Lewarde depuis 2001 et conseiller régional (2010 à 2015).
- Albert Despres (PCF) : il est élu pour la première fois en 1995 dans le canton de Bouchain, succédant ainsi à Jean Dhollande (PCF). Il a été maire de Rœulx de 1977 à 2014.
- Jean-Claude Dulieu (PCF) : il est élu pour la première fois en 2011 dans le canton de Valenciennes-Nord, succédant ainsi à Jean-Luc Chagnon (PS). Il a été conseiller régional de 2010 à 2015.
- Aymeric Robin (PCF) : il est élu pour la première fois en 2011 dans le canton de Saint-Amand-les-Eaux-Rive droite, succédant ainsi à René Char (PCF). Il est maire de Raismes depuis 2013.
- Serge Van Der Hoeven (PCF) : il est élu pour la première fois en 2003 dans le canton de Condé-sur-l'Escaut, succédant ainsi à Pierre Lemoine (PCF). Il est également maire de Vieux-Condé de 2003 à 2014[8].
- Jacques Michon (PCF) : il est élu pour la première fois en 1994 dans le canton de Douai-Nord, succédant ainsi Albert de Bosschère (PCF). Il est également maire Waziers depuis 2002.
- Eric Renaud (PCF) : il est élu pour la première fois en 2008 dans le canton de Saint-Amand-les-Eaux-Rive gauche, succédant ainsi Rose-Marie Caby (UMP).
- Jean Jarosz (PCF) : il est élu pour la première fois en 1982 dans le canton de Bavay, succédant à Avit Duronso (PS). Il est maire de Feignies de 1977 à 2014 et a été député de 1977 à 1988.
- Jean-Claude Quenesson (PCF) : il est élu pour la première fois en 2008 dans le canton de Marchiennes, succédant ainsi à Jean-Jacques Candelier. Il est maire de Somain de 1977 à 2015.
- Norbert Jessus (PCF) : il est élu pour la première fois en 2008, dans le canton de Valenciennes-Sud, succédant à Michel Kaczmarek (PCF). Il est maire de Trith-Saint-Léger depuis 2001.

### Groupe UMP (Union pour le Nord)
- Guy Bricout  (DVD) : il est élu pour la première fois dans le canton de Clary en 1995, succédant ainsi à Jacques Warin (PS). Il est également maire de Caudry depuis 1995.
- Jean-Luc Detavernier (UMP) : il est élu pour la première fois dans le canton d'Orchies en 1994, succédant ainsi à Eugénie Deffontaines (DVD). Il est également maire d'Aixdepuis 1989. Il est président de la communauté de communes Pévèle Carembault depuis 2014.
- Didier Drieux (DVD) : il est élu pour la première fois dans le canton de Marcoing en 2008, succédant ainsi à Liliane Durieux (DVD). Il est également maire de Marcoing depuis 2001.
- André Figoureux (UMP) : il est élu pour la première fois dans le canton de Bergues en 2011, succédant ainsi à Monique Denise (PS). Il est également maire de West-Cappel depuis 2001. Il est président de la communauté de communes des Hauts de Flandre depuis 2014.
- Jean-Marc Gosset (Parti radical) : il est élu pour la première fois dans le canton de Steenvoorde en 1999, succédant ainsi à Jean-Paul Bataille (UDF).
- Bernard Hanicotte (NC) : il est élu pour la première fois dans le canton de Roubaix-Ouest en 2008, il succède ainsi à Michel Carnois (UDF).
- Jacques Houssin  (UMP) : il est élu pour la première fois dans le canton de Quesnoy-sur-Deûle en 2001, il succède ainsi à Henri Ségard (DVD). Il est maire de Verlinghem et suppléant de Marc-Philippe Daubresse.
- Sylvie Labadens (DVD) : elle est élue pour la première fois en 2010, dans le canton de Cambrai-Ouest, elle succède ainsi à Jean-Jacques Ségard (DVD).
- Brigitte Lherbier (UMP) : elle est élue pour la première fois en 2008, dans le canton de Tourcoing-Sud, elle succède ainsi à Patrick Delnatte (RPR).
- Luc Monnet (UMP) : il est élu pour la première fois en 1998 dans le canton de Cysoing, succédant ainsi à Robert Vandelanoitte (DVD). Il est maire de Templeuve depuis 2001.
- Christian Poiret (DVD) : il est élu pour la première fois en 2001 dans le canton de Douai-Sud-Ouest, succédant à Bernard Wagon (PS). Il est maire de Lauwin-Planque depuis 1996. Il  est président de la communauté d'agglomération du Douaisis depuis 2014.
- Alain Poyart (UMP) : il est élu pour la première fois en 1985 dans le canton d'Avesnes-sur-Helpe-Nord, succédant à Arthur Moulin (RPR). Il est Maire d'Avesnes-sur-Helpe depuis 1995.
- Patrick Valois (DVD) : il est élu pour la première fois en 1998 dans le canton de Wormhout, succédant à Gabriel Deblock (RPR).
- Philippe Waymel (DVD) : il est élu pour la première fois en 1994 dans le canton de La Bassée, succédant à Norbert Bommart (PS). Il est maire de La Bassée depuis 2001.
- Joël Wilmotte (UMP) : il est élu pour la première fois en 1994 dans le canton d'Hautmont, succédant à Valéry Hédon (UDF). Il est maire de Hautmont.
- Jean-Pierre Decool (apparenté UMP) : il est élu pour la première fois en 1994 dans le canton de Bourbourg, succédant à Olivier Varlet (PS). Il est député depuis 2002 et maire de Brouckerque de 1990 à 2014.
- Stéphane Dieusaert(UMP) : il est élu pour la première fois en 2011 dans le canton de Cassel, succédant à René Decodts (PS). Il est également maire d'Oxelaëre depuis 2008.
- Jean-René Lecerf (UMP) : il est élu pour la première fois en 1988 dans le canton de Marcq-en-Barœul, succédant à Michel Deplanck (RPR). Il est également sénateur et président du groupe UPN (Union pour le Nord).
- Bernard Delva (DVD) : il est élu pour la première fois en 2011 dans le canton de Landrecies, succédant ainsi à André Ducarne (UMP).
- René Locoche (DVD) : il est élu pour la première fois en 2008 dans le canton du Quesnoy-Ouest, succédant à Adolphe Lemaire (PS). Il est également de Villers-Pol depuis 2001.
- Joëlle Cottenye (NC) : elle est élue pour la première fois en 2011, dans le canton de Lannoy, succédant ainsi à Jocya Vancoillie (PS). Elle est maire adjointe à Hem depuis 2014.
- Jean-Claude Debus (UMP) : il est élu pour la première fois en 1994, dans le canton de Lille-Nord, succédant à Claude Dhinnin (RPR).

### Non inscrits
- Olivier Henno (MoDem) : il est élu pour la première fois en 2001 dans le canton de Lille-Ouest, succédant ainsi à Jean Talman (UDF-CDS). Il est maire de Saint-André-lez-Lille depuis 2001.
- Monique Lempereur (DVG) elle est élue pour la première fois en 2008 dans le canton de Villeneuve-d'Ascq-Sud, succédant ainsi à Guy Renaux (PS).
- Dany Wattebled (MoDem) : il est élu pour la première fois en 2008 dans le canton de Seclin-Nord. Il succède à Noël Dejonghe (PS). Il est également maire de Lesquin depuis 1995.
- Nicolas Siegler (SE) : il est élu pour la première fois en 2011 dans le canton de Cambrai-Est, succédant à Brigitte Guidez (PS).